# السندباد (مجلة)
مجلة السندباد هي مجلة مصرية أسبوعية للأطفال، تصدر كل يوم جمعة. صدرت أول مرة في 7 نوفمبر، 1946م. على غلافها شعارها: «مجلة للنشء الجديد»، صاحبة الامتياز ورئيسة تحريرها المسؤولة: إجلال حافظ. عنوان المجلة: 46 شارع فاروق. كانت تطبع المجلة في القاهرة الكبرى حسب غلاف العدد 17. توجه المجلة إلى سن من 8 سنين حتى 15 سنة، ليست هناك مقدمة في بعض الأعداد ورغم أنها مجلة مصورة فإنها تعتمد على القصص القصيرة غير المزودة بالرسوم التوضيحية في صفحات كرتون عددها حوالي صفحتين من بين 28 صفحة ذات قطع 20×26 سم بالأبيض والأسود عدا الغلافين. ليس هناك شخصيات رئيسية في المجلة.
من كتاب المجلة عمار علي عمار، ولا تنشر المجلة أسماء المؤلفين على المواد، خاصةً القصص القصيرة، لكنها تنشر الزجل على الصفحة الثانية، وأغلب القصص مترجمة. ومن الرسامين: علي رضا. تحوي المجلة صفحات تسلية من متاهات وألغاز وما شابه، وتنشر العديد من الصفحات العلمية حول حقائق عن الأسفنج والمطاط وطرائف علمية. لا تنشر المجلة صوراً للقراء لكنها تنشر رسائلهم ونكاتهم المرسلة. ومع تجديد المجلة فقد صدرت على ورق أبيض مصقول 32 صفحة من رسوم رسامين مصريين، ويشمل التحرير أبواب المجلة. سعر المجلة عشرون مليماً وليس هناك إعلانات ولا إشارة إلى مواد العدد على الغلاف.

## الأبواب
- كشكول سندباد
- اضحك مع القراء
- من نوادر جحا